# Пхенглаор, Сарини
Сарини Пхенглаор (тайск. สาลีนี เพ็งละออ; род. 26 июня 1962) — таиландская легкоатлетка, выступавшая в беге на короткие дистанции и прыжках в длину. Участница летних Олимпийских игр 1984 года, чемпионка Азии 1983 года.

## Биография
Сарини Пхенглаор родилась 26 июня 1962 года.
В 1983 году в составе сборной Таиланда, за которую также выступали Джари Пхаттарат, Валапа Пинидж и Ванна Попиром, завоевала золотую медаль чемпионата Азии в Эль-Кувейте в эстафете 4х100 метров.
В 1984 году вошла в состав сборной Таиланда на летних Олимпийских играх в Лос-Анджелесе. В прыжках в длину заняла в квалификации 22-е место, показав результат 5,51 метра — на 99 сантиметров меньше норматива, дававшего права выступить в финале.